# Il tristo mietitore
Il tristo mietitore (Reaper Man) è l'undicesimo romanzo fantasy comico dello scrittore britannico Terry Pratchett della serie del Mondo Disco e il secondo del Ciclo di Morte.
Il titolo del romanzo è un riferimento al film di culto Repo Man - Il recuperatore (1984), il cui titolo, ironicamente, è a sua volta un riferimento alla vecchia espressione reaper man.

## Personaggi
- La Morte, alias Bill Porta.
- I Revisori (ingl. Auditors: i Revisori/Controllori della Realtà): è la loro prima apparizione nella serie del Mondo Disco. Burocrati cosmici.
- Azrael: la Morte dell'Universo.
- Mrs. Flitworth: piccola proprietaria terriera e datrice di lavoro di Bill Door.
- Mrs. Evadne Torta, medium. Questa è la sua prima apparizione nel Mondo Disco.
- Sua figlia Ludmilla, lupo mannaro.
- Reginald "Reg" Scarpa, zombie e attivista per i diritti dei non-morti.
- I maghi dell'Università Invisibile di Ankh-Morpork:
  - Windle Poons, mago e, in seguito, anche zombie;
  - Munstrum Ridcully, arcicancelliere,
  - Il Tesoriere,
  - Il Decano,
  - Il Sommo Algebrico,
  - Il Professore Rune Recenti,
  - Il bibliotecario dell'UI, orango.

## Riferimenti ad altre opere
Nel libro viene citato un personaggio del Mondo Disco apparso in un altro libro dell'autore. Si tratta di Maurice il gatto, cui accennano i maghi dell'Università Invisibile al rientro dalla visita al palazzo del Patrizio. Da quanto raccontano tra loro si evince che il gatto truffatore e la sua ciurma di topi sono stati scoperti durante l'ennesimo tentativo di truffa ai danni di una città vicina.

## Edizioni
- Terry Pratchett, Il tristo mietitore, traduzione di Valentina Daniele, Adriano Salani Editore, 2008,  p. 279, ISBN 978-88-8451-967-2.